# Rich Kids on LSD
Rich Kids on LSD (RKL) és un grup de música hardcore punk format el 1982 a Montecito (Califòrnia). Se l'associa amb l'escena Nardcore de la ciutat d'Oxnard. Dues gires consecutives, el 1988 i el 1989, el va fer molt populars en l'escena europea.
RKL va començar quan un grup d'amics adolescents aficionats a la música punk i a l'skate va okupar un lloc on viure i assajar, allà van formar Rich Kids on LSD. El nom ve perquè algú que els va veure tocar va dir despectivament: «Aquestes criatures mai no arribaran a res. No són més que uns nens rics passats de LSD». La banda va adoptar aquest «nens rics de LSD» com a nom oficial.

## Thee RKaLiens
L'any 2016, la darrera formació de RKL va incorporar el cantant Damian Franco per a fer un concert solidari a Santa Bàrbara i, l'any següent, un segon concert al festival Gateiz Calling. El nom de la banda és Thee RKaLiens i es planteja com una banda tribut a RKL d'ençà de les morts del cantant Jason Sears i del bateria Bomer Manzullo.

## Discografia

### Àlbums d'estudi
- It's a Beautiful Feeling EP (Mystic Records, 1984)[4]
- Keep Laughing (Mystic Records, 1985)
- Rock 'n Roll Nightmare (Alchemy Records, 1987)
- Reactivate (Epitaph Records, 1993)
- Riches to Rags (Epitaph Records, 1994)

### Altres enregistraments
- Nardcore (Recopilatori, Mystic Records, 1984: «US Steel», «Lies», «No Respect»)
- Covers (Recopilatori, Mystic Records, 1984: «Chinese Rocks»)
- Mystic Super Seven Sampler No. 1 (Recopilatori, Mystic Records, 1984)
- Return to Slimey Valley (Recopilatori, Mystic Records, 1985: «Evil In You»)
- Greatest Hits Double Live in Berlin (Directe, Destiny Records, 1989)
- Revenge is a Beautiful Feeling (Recopilatori, Destiny Records, 1989)
- The Best Of RKL On Mystic Records (Recopilatori, Mystic Recors, 1989)
- Revenge is a Beautiful Feeling (Recopilatori, Destiny Records, 1999)
- Keep Laughing: The Best Of... RKL (Recopilatori, Mystic Records, 2001)